# Guwahati
Guwahati este un oraș din statul federal indian Assam.